# Scott Martin (athlète)
Cet article concerne l'athlète. Pour les homonymes, voir Scott Martin (copilote), Martin (nom de famille).
Scott Martin (né le 12 octobre 1982 à Wodonga) est un athlète australien, spécialiste du lancer du poids et du lancer du disque.

## Biographie
Sa meilleure performance 2008 est de 21,26 m au Grand Prix de Melbourne, record d'Océanie.

### Palmarès
| Date | Compétition                    | Lieu      | Résultat | Épreuve | Marque  |
| ---- | ------------------------------ | --------- | -------- | ------- | ------- |
| 2006 | Jeux du Commonwealth           | Melbourne | 3e       | Poids   | 19,48 m |
| 2006 | Jeux du Commonwealth           | Melbourne | 1er      | Disque  | 63,48 m |
| 2006 | Coupe du monde des nations     | Athènes   | 4e       | Poids   | 20,25 m |
| 2006 | Coupe du monde des nations     | Athènes   | 5e       | Disque  | 60,93 m |
| 2008 | Championnats du monde en salle | Valence   | 7e       | Poids   | 20,13 m |
| 2010 | Championnats du monde en salle | Doha      | 6e       | Poids   | 19,76 m |
| 2010 | Coupe continentale             | Split     | 3e       | Poids   | 20,10 m |

### Records
| Épreuve         | Épreuve      | Performance | Lieu      | Date            |
| --------------- | ------------ | ----------- | --------- | --------------- |
| Lancer du poids | En plein air | 21,26 m     | Melbourne | 21 février 2008 |
| Lancer du poids | En salle     | 20,83 m     | Valence   | 7 mars 2008     |